# 三代王神社

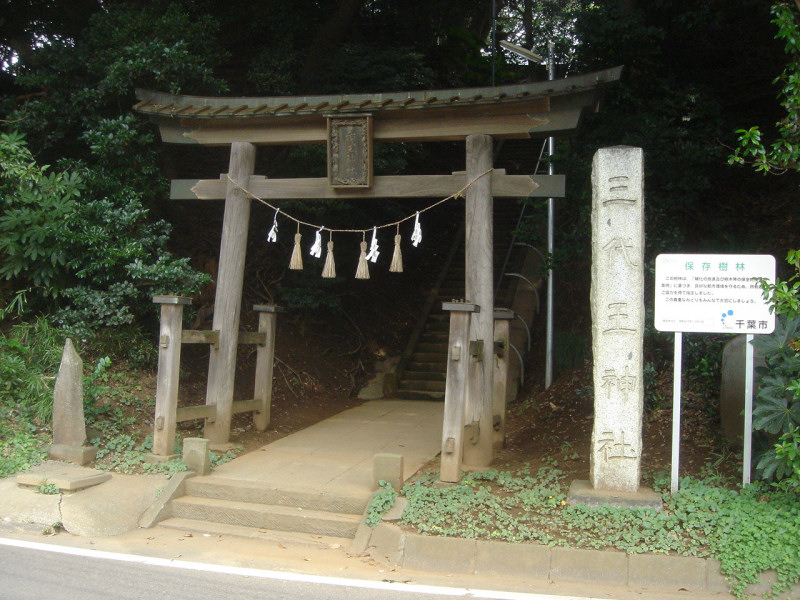
鳥居

三代王神社（さんだいおうじんじゃ）は、千葉市花見川区武石町にある神社である。

## 祭神
- 天種子命

## 由緒
この神社の創建年代等については不詳であるが、千葉氏の一族で現在の武石町周辺を治めた武石胤盛が帰依したという。

## 文化財
- 千葉県指定無形民俗文化財
  - 下総三山の七年祭り

この祭りでは、三代王神社が産婆役で参加する。

## 所在地
- 千葉県千葉市花見川区武石町1-4